# انتقائية وظيفية
انتقائية الأدوية مفهوم مهم للغاية في عملية تطوير الأدوية. في الآونة الأخيرة، تشير الأدلة التجريبية إلى أن الأدوية لديها انتقائية أكثر دقة من تلك التي توفرها الألفة التفاضلية لأنواع فرعية مختلفة من المستقبلات. يمكن للأدوية، التي تعمل على مستقبل واحد، تنشيط كل من مسارات التأشير المتعددة المقترنة بالمستقبل بشكل انتقائي وتفاضلي. وقد أطلق على هذا النوع من الانتقائية اسم الانتقائية الوظيفية. يمكن تعريف الانتقائية الوظيفية بأنها الانتقائية المعتمدة على الربيطة لعدد معين من مسارات توصيل الإشارة بالنسبة إلى الربيطة المرجعية (غالبًا الهرمون الداخلي أو الببتيد) في نفس المُستقبِل وهي مصطلح حديث الاستخدام نسبياً لوصف قدرة الأدوية على تنشيط مسارات تأشير معينة بشكل انتقائي وتفاضلي مقترنة بُمستقبِل واحد. يمكن وصفها أيضًا على أنها قدرة ربيطة معينة على التسبب في مجموعة من حالات التشكل الفريدة/المتعددة للمستقبلات عند الارتباط وتحقيق استقرارها، وبالتالي نقل الإشارات بشكل تفضيلي داخل الخلية مما يؤدي بدوره إلى نتائج وظيفية محددة. تم الإبلاغ عن العديد من الأمثلة على الانتقائية الوظيفية، ولكنها مميزة على نطاق واسع في مستقبلات البروتين ج المقترنة (GPCRs).إن من الصعب المبالغة في تقدير أهمية الانتقائية الوظيفية في عملية اكتشاف الأدوية وتطويرها. توسع الانتقائية الوظيفية مفهوم انتقائية الدواء إلى ما هو أبعد من ذلك الذي يوفره التقارب التفاضلي لأنواع فرعية مختلفة من المستقبلات. لا يمكن للأدوية أن تمتلك انتقائية للمستقبلات فحسب، بل يمكن أيضًا للأدوية التي تعمل عند نوع فرعي واحد من المستقبلات أن تتمتع بانتقائية لمسارات تأشير مميزة. 
مع افتراض أن تنظيم مسار تأشير محدد له فائدة علاجية (و/أو أن التأثيرات الضارة قد تكون مرتبطة بمسارات معينة)، فمن المتوقع أن يؤدي قياس الانتقائية الوظيفية للأدوية إلى تطوير أدوية ذات فعالية علاجية محسنة وتقليل الآثار السلبية. يسمح مفهوم الانتقائية الوظيفية بأنه حتى الاختلافات الهيكلية الصغيرة يمكن أن تؤدي إلى تباين كبير في التأثير الإجمالي اعتمادًا على أنظمة تأشير ما بعد المستقبل التي تم تشغيلها بواسطة كل اقتران للمناهض أو المستقبل.